# Никола Щерев (футболист)
Никола Щерев – Старика е български футболист – нападател, легенда в историята на Ботев Пловдив.

## Кариера
Присъединява се към клуба през 1917 година, като преди това играе в отбора на „Бай Ганьо“ от Съдийския квартал. В дългогодишната си спортна кариера Щерев участва в над 100 официални срещи за „жълто-черните“ от Колежа за градско и областно първенство на Пловдив и държавно първенство на България. Шампион и носител на купата на страната за 1929 година. Автор е на победния гол на финалната среща с Левски София (1:0). Взима участие в 10 международни приятелски срещи и над 200 контролни срещи с отбори от цялата страна. Неколкократно е включван в разширения състав на „А“ националния отбор, в чийто редове изиграва една официална среща. През 1924 година е в разширения състав на олимпийския футболен отбор на България, който взима участие в олимпийския турнир в Париж (1924). Освен играч и капитан на отбора на Ботев Пловдив, той е и дългогодишен негов основен треньор. През цялата си спортна кариера е и член на ръководството на клуба, на Тракийската спортна федерация и Пловдивската спортна област. Завършва треньорска школа в Австрия и обучава млади футболисти в Пловдив. Един от родоначалниците на детско-юношеската школа в България. „Заслужил майстор на спорта“ от 1962 г. е футболен съдия.